# Felines Asthma
Das feline Asthma (felin von lat. felis „Katze“) ist eine allergische Atemwegserkrankung der Hauskatze. Es ist mit dem Asthma bronchiale des Menschen vergleichbar und Teil des Bronchitis-Komplexes der Katzen. Das feline Asthma verläuft chronisch und kann nur symptomatisch behandelt werden, eine Heilung ist bislang nicht möglich.

## Ätiologie und Pathogenese
Eine genetische Prädisposition für das feline Asthma wird vermutet. Als Allergene kommen viele Stoffe in Betracht (Zigarettenrauch, Teppichreiniger, parfümierte Haushaltsgegenstände wie Haarsprays oder Deodorants sowie mit Chemikalien behandelte Einrichtungsgegenstände). Der allergieauslösende Faktor lässt sich aber nur selten ermitteln.
Infolge der allergischen Reaktion kommt es zu einem Zusammenziehen der Bronchien (Bronchokonstriktion), zu einer Hypertrophie der glatten Muskulatur der Bronchien, einer vermehrten Schleimproduktion und verminderten Schleimentfernung durch das Flimmerepithel und zu einer eosinophilen Entzündung der Luftwege. Die genannten Prozesse führen zu einer Verengung der Luftwege.

## Klinisches Bild
Typische Symptome des felinen Asthmas sind Husten und Atemnot (Dyspnoe, vor allem bei der Ausatmung). Allgemeinstörungen anderer Art sind nicht zu beobachten.
Röntgenologisch zeigt sich eine verstärkte bronchiale oder auch interstitielle Zeichnung. Gelegentlich kann eine Erweiterung oder ein Kollaps (Atelektase) einzelner Lungenlappen nachgewiesen werden. Mit einer bronchoalveolären Lavage kann eine zytologische Untersuchung der Bronchialzellen erfolgen, eine Eosinophilie ist jedoch nicht immer nachweisbar.
Differentialdiagnostisch müssen infektiös bedingte Bronchitiden (vor allem durch Mykoplasmen), Lungenwürmer und Herzerkrankungen ausgeschlossen werden.

## Therapie
Eine kausale Therapie ist nicht möglich. Unter Umständen lässt sich eine Allergenvermeidung realisieren, indem man neues Haushaltsinventar versuchsweise entfernt. Die Behandlung durch den Tierarzt erfolgt symptomatisch durch entzündungshemmende Glukokortikoide, die entweder systemisch in Form von Tabletten (beispielsweise Prednisolon) bzw.  Depotinjektionen erfolgen oder aber inhalativ  (z. B. Fluticason) per Vorschaltkammer verabreicht werden, gegebenenfalls auch in Kombination mit bronchienerweiternden Wirkstoffen wie Aminophyllin, Propentofyllin, Theophyllin, Salbutamol oder Terbutalin.